# Jestem kotem
Jestem kotem (jap. 吾輩は猫である Wagahai wa neko de aru) – japońska powieść satyryczna, której autorem jest Sōseki Natsume. Była publikowana w formie pojedynczych rozdziałów w okresie od stycznia 1905 do sierpnia 1906 w czasopiśmie Hototogisu.
Powieść była kilkakrotnie adaptowana, na jej podstawie nakręcono m.in. film w reżyserii Kajirō Yamamoto (1902–1974) w 1936, pięcioodcinkowy serial telewizyjny w 1958 oraz film w reżyserii Kona Ichikawy (1915–2008) w 1975. W języku polskim książka została wydana w 1977 roku w tłumaczeniu prof. Mikołaja Melanowicza.

## Tło
Debiutancka powieść Natsume. Pisarz napisał ją za namową Kyoshiego Takahamy (1874–1959), poety i redaktora czasopisma „Hototogisu” (jap. kukułka, nazwa magazynu), i grupy poetów. Pierwsze opowiadanie z cyklu Jestem kotem powstało w 1904 r., ale nie spodobało się ono Takahamie. Po gruntownych zmianach zostało opublikowane na łamach „Hototogisu” w styczniu 1905 roku. Natsume co prawda nie zamierzał pisać dalszego ciągu (pierwotnie miało to być tylko krótkie opowiadanie), ale Takahama i czytelnicy nakłonili go do kontynuacji. Natsume napisał i opublikował więc dziesięć kolejnych rozdziałów, co pomogło znacznie zwiększyć popularność magazynu i uczyniło Hototogisu jednym z bardziej wpływowych magazynów kulturalnych. W ten sposób powstała powieść.

## Fabuła
Akcja utworu została osadzona w czasie wojny rosyjsko-japońskiej w latach 1904-1905. Okres ten wymagał od społeczeństwa wielu wyrzeczeń. Sōseki skrytykował ówczesny szowinizm i „ducha Yamato”, wynoszącego Japończyków ponad inne narody, a także zatracenie poczucia własnej tożsamości, poprzez przyjmowanie z entuzjazmem wszystkiego, co europejskie, ale ośmieszył także dawne ideologie buddyjskie i konfucjańskie. Był to bowiem okres Meiji, który otworzył Japonię na świat i doprowadził do ogromnych zmian społecznych, gospodarczych i politycznych.
Głównym bohaterem i narratorem książki jest bezimienny kocur, który wkrótce po urodzeniu znajduje mieszkanie w tokijskim domu nauczyciela o imieniu Kushami („Apsik”). Opisuje życie i przygody swojego „właściciela”, pozostałych domowników (profesor miał żonę i trzy córki) i jego znajomych w prześmiewczym tonie. Postać Kushamiego oraz jedność miejsca akcji sprawiają, że luźne epizody wiążą się w jedną całość tematyczną. Posłużenie się nowym chwytem, jakim było ukazanie społeczeństwa ludzi z perspektywy zwierzęcia sprzyjało popularności, ale przede wszystkim wnikliwa obserwacja życia obyczajowego średniej warstwy społecznej Japonii, podana z humorem, spełniła oczekiwania czytelników, znudzonych już romantycznymi, wydumanymi i odległymi od rzeczywistości powieściami popularnych pisarzy. Sōseki posłużył się żywym językiem, odmiennym od martwego języka literackiego stosowanego w piśmiennictwie do końca XIX wieku. Jako edokko (urodzony w Edo) znał, cieszące się wielkim powodzeniem, humorystyczne opowiadania i anegdoty rakugo, którymi uliczni opowiadacze rozbawiali publiczność na uliczkach i w ubogich teatrzykach. Pisarz o sprawach niepoważnych pisał stylem poważnym i wzniosłym, a o poważnych – żartobliwym.

## Kot
Powieść rozpoczyna charakterystyczne zdanie, które cieszy się dużą rozpoznawalnością. Jest także często cytowane i parodiowane w języku japońskim:

Jestem kotem. Imienia jeszcze nie mam.

Ten bezimienny, opuszczony kot już od początku książki pojawia się jako pierwszoosobowy narrator i bohater powieści. Obserwuje życie i pracę sobie współczesnych z nieskrywanym szyderstwem i bawi się ich dziwnym, niewytłumaczalnym, a na koniec niezwykle głupim zachowaniem. Równolegle ujawniają się jego romantyczne uczucia do kociej Madame Mikeko, coraz bardziej uwidaczniające się na pierwszym planie.
Niezwykle charakterystyczny sposób mówienia i osobowość bohatera stanowi podstawę satyrycznego efektu dzieła. Pomimo swojej niepozornej natury kot jest nie tylko bystry, ale także wykształcony. Posiada wiedzę w takich tematach, jak: sztuka, literatura i filozofia. Z łatwością przychodzi mu oceniać zachowanie ludzi.
Sprzeczny urok postaci podkreśla jego uderzający i charakterystyczny styl językowy, który jest widoczny już w samym tytule powieści (Wagahai wa neko de aru): archaiczny zaimek osobowy wagahai ( 吾輩 ) jest używany przez mężczyzn. Oddaje on arogancję, wyniosłość, pompatyczność, dominację w grupie. W tym wypadku kot podkreśla swoją wyższość, „wysoką pozycję społeczną” wobec ludzi. Wysokiej klasy słownictwo narratora i nieskrywane lekceważenie, którym komentuje intelekt swoich współlokatorów, dopełniają wyolbrzymionego i wysublimowanego obrazu siebie, który kontrastuje zabawnie z fizyczną naturą głównego bohatera.

## Postacie
W książce oprócz narratora i profesora występuje wiele postaci (ludzi i zwierząt), a główne z nich to:
- Madame Mikeko (jap. 三毛子) – kotka, która należy do nauczycielki gry na koto. Jest sąsiadką narratora i z szacunkiem nazywa go „profesorem”, nie reagując jednak na jego uczucia.
- Czarny Kot (jap. 車屋の黒 Kurumaya no kuro) – duży, gruby czarny kocur. Jest zarozumiały i gwałtowny.
- Meitei (jap. 迷亭) – estetyk i bon vivant[12], który lubi oszukiwać łatwowiernych ludzi oraz opowiadać dowcipy i absurdalne historie.